# Sierra Madre Orientale
La Sierra Madre Oriental è una catena montuosa del Messico nord-orientale.

## Geografia
Si estende per oltre 1000 km da Coahuila (nella parte settentrionale del paese) attraversando gli Stati di Nuevo León, Tamaulipas, San Luis Potosí, Hidalgo fino alla parte settentrionale dello Stato di Puebla e Querétaro dove si congiunge con la Sierra Madre Occidentale e la catena vulcanica del centro America.